# 开枪，为他送行
《开枪，为他送行》是上海电影制片厂1982年推出的一部彩色驚險故事片，編劇為沈寂、阿章，导演為高正，主演為马晓伟、陈述以及惠娟艳。影片講述的是1940年前后，中共地下工作者梅宇宽（马晓伟飾演）潛入上海警察局特高课，并與松田等特高课情报股股长纏鬥的故事。不過該影片被批評為存在敗筆以及過於虛假。另外電影中有一幕講述的是日本占领军禁止上海市民离开封锁区，而市民们看病以及购买基本生活物资也不被允許，同时日军趁机高价倒卖物资。這一幕被網友剪切成小視頻在網絡傳播用來諷刺上海封城下的狀況。